# Тёлёй-Диринг
Тёлё́й-Дири́нг (Дири́нг) (якут. Дириҥ, якут. Төлөй-Дириҥ) — село в Чурапчинском улусе Якутии (Россия), центр Тёлёйского наслега.

## География
Расположено среди озёр в 11 км к западу от центра улуса — села Чурапча. На юге — озеро Диринг, на северо-востоке — озеро Намярыкы. Через указанные озёра с запада на восток протекает река Куохара (левобережная часть бассейна реки Татта). Со всех сторон село и окрестные водоёмы окружены тайгой. В 2,5 км к югу — федеральная трасса Р504 «Колыма». Юго-западнее, за автодорогой, — нежилое село Мяндийе, также относящееся к Тёлёйскому наслегу. Северо-западнее, в тайге, — нежилой населённый пункт Бюечени.

## История
Название «Тёлёй», по некоторым данным, впервые упоминается в 1779 году в связи с конфликтом между несколькими якутскими родами. По итогам данного конфликта был выделен отдельный наслег Тёлёй, где проживало около 25 семей. В 1802 году территория наслега увеличилась за счёт присоединения, в результате судебного спора, нескольких аласов. Главным занятием населения было сельское хозяйство. В 1928 году образован сельсовет. В 1930-е годы на территории сельсовета образовано несколько колхозов. Впоследствии, в 1940-е годы, некоторые из них были переселены на север Якутии (всего, по некоторым сведениям, 145 хозяйств). В послевоенные годы развивалась социальная инфраструктура, строились новые хозяйственные объекты. Развитие социальной сферы села продолжилось в 1990-е и 2000-е годы (было возведено несколько новых зданий для целей образования, здравоохранения, культуры, спорта).

## Население
| 2002 | 2010 | 2021 |
| ---- | ---- | ---- |
| 399  | ↗506 | ↗518 |

По данным переписи 2002 года, в селе проживало 198 мужчин и 201 женщина, 77 % населения составляли якуты.
По данным переписи 2010 года, в селе проживало 49,1 % мужчин и 50,9 % женщин, около 99 % населения составляли якуты, также проживали русские, национальность нескольких жителей в ходе переписи не была указана.

## Инфраструктура
- Тёлёйская средняя общеобразовательная школа
- Детский сад «Кустук»
- Тёлёйский центр досуга «Аартык» имени А. С. Бродникова[якут.][9]
- Тёлёйский участок Чурапчинского филиала ГУП ЖКХ Республики Саха (Якутия)
- Магазин потребительского общества «Маарыкчаан»
- Фельдшерско-акушерский пункт
- Отделение почтовой связи
- Животноводческий СХПК «Тёлёй»[10]
- Несколько КФХ[11]

В селе 9 улиц — Бродникова, Дачная, Кыталыктах, Набережная, Озёрная, Тёлёйская, Улуу Сысыы, Чаранская и Тёлёйский переулок, а также молодёжный квартал «Улуу Сысыы».

## Достопримечательности
- Памятник воинам-землякам, участникам Великой Отечественной войны 1941-1945 гг..